# Kīneh Vars
Kīneh Vars (persiska: كينه ورس, كينِه وَرز) är en ort i Iran.   Den ligger i provinsen Zanjan, i den nordvästra delen av landet, 220 km väster om huvudstaden Teheran. Kīneh Vars ligger 1 845 meter över havet och antalet invånare är 703.
Terrängen runt Kīneh Vars är huvudsakligen kuperad, men åt nordost är den platt.Runt Kīneh Vars är det ganska tätbefolkat, med 80 invånare per kvadratkilometer. Närmaste större samhälle är Abhar, 14,7 km öster om Kīneh Vars. Trakten runt Kīneh Vars består i huvudsak av gräsmarker.